# Guadix
Guadix is een gemeente in de Spaanse provincie Granada met een oppervlakte van 324 km². Guadix telt 18.796 inwoners (1 januari 2016).

## Demografische ontwikkeling
Bron: INE; 1857-2011: volkstellingen

## Geboren in Guadix
- Ibn Tufayl (1105-1185), Arabisch filosoof
- Francisco Javier Fernández (6 maart 1977), snelwandelaar